# Zelenodol's'k
Zelenodol's'k (in ucraino Зеленодольськ?) è una città ucraina (12 692 abitanti) nel distretto di Kryvyj Rih, nell'oblast' di Dnipropetrovs'k. Ospita l'amministrazione della comunità territoriale di  Zelenodol's'k, una delle comunità territoriali dell'Ucraina.
Fino al 18 luglio 2020 Zelenodol's'k faceva parte del distretto di Apostolove, abolito come parte della riforma amministrativa dell'Ucraina, che ha ridotto a sette il numero dei distretti dell'oblast' di Dnipropetrovs'k. L'area del distretto di Apostolove è stata fusa nel distretto di Kryvyj Rih.